# Foro romano di Aquileia

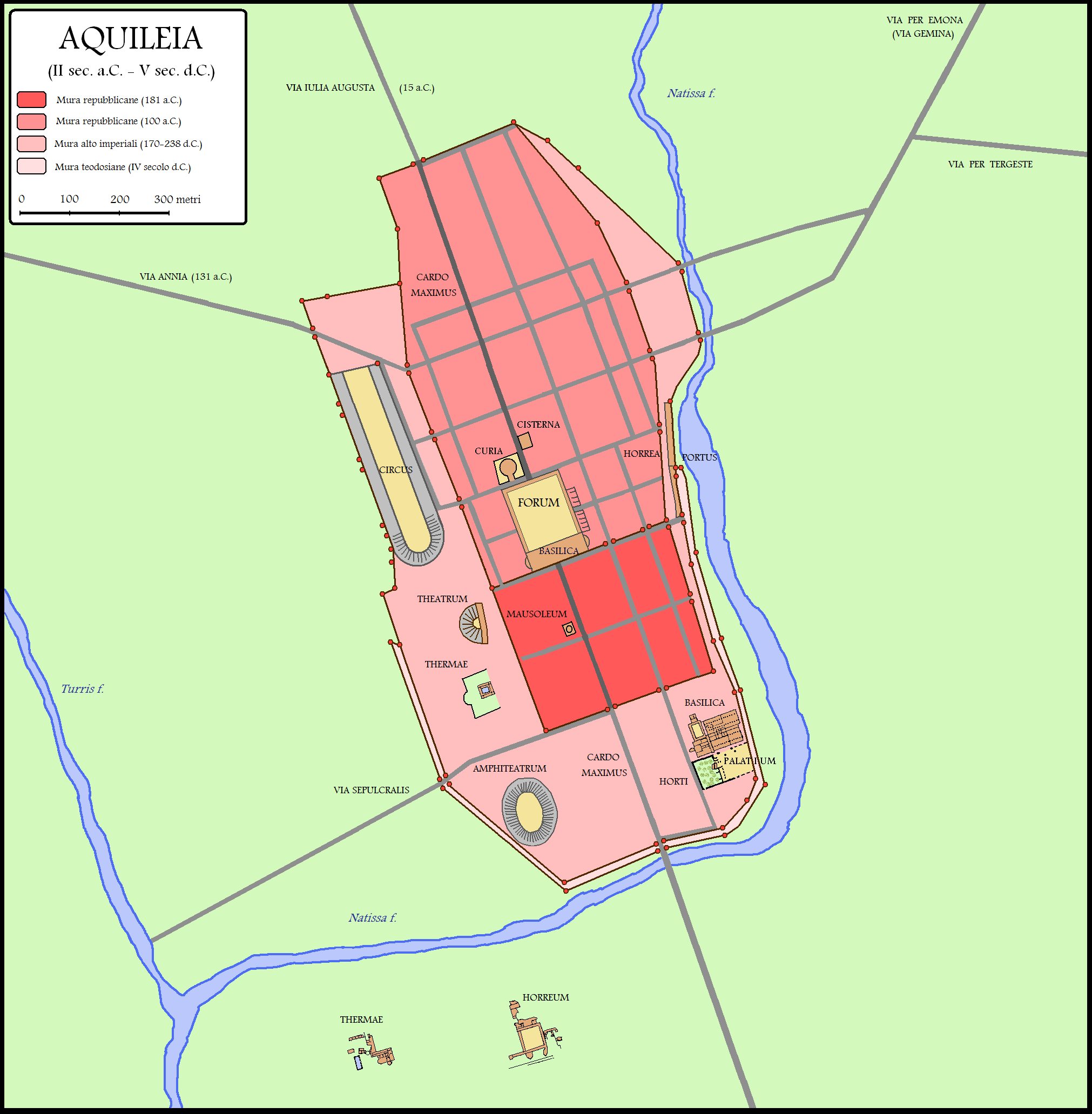
L'antica città romana di Aquileia nel suo sviluppo, periodo per periodo: dal primo periodo repubblicano (con le mura del castrum legionario quadrangolare in rosa più scuro); a quello successivo dopo la costruzione della via Annia (dopo la vittoria sui Cimbri) con le mura costruite nel 100 a.C.; fino alla città alto imperiale (con le mura costruite nel periodo compreso tra l'imperatore Marco Aurelio e Massimino il Trace); ed a quella del IV secolo di Teodosio I. Sono presenti i principali monumenti dell'epoca: dal circo, al teatro, Palatium, curia, terme, porto fluviale, ecc.. Al centro si trovava il Forum, antica piazza principale della città di Aquileia.

Il foro romano di Aquileia era l'antica piazza principale del centro cittadino di Aquileia romana a partire dal I secolo a.C. (la pavimentazione) di epoca repubblicana, con successivi ampliamenti di epoca imperiale (decorazioni e basilica civile).

## Struttura
Il foro si estendeva per circa 115 metri in lunghezza e 57 in larghezza, affiancato sui lati lunghi da due ali di portico-colonnato, sovrastato probabilmente come nel forum di Brescia, da una lunga balaustra marmorea ornata di statue. Sue tracce archeologiche sono state scavate fin dal 1934 sotto la guida di Giovanni Brusin.
La piazza si trovava esattamente all'incrocio tra il decumano massimo ed il cardo massimo. Su entrambi i lati si aprivano delle tabernae (simili alle nostre botteghe, negozi). Su uno dei lati del Foro si affacciava probabilmente la Zecca imperiale della città di Aquileia dell'epoca di Diocleziano. In fondo alla piazza, lungo il lato meridionale, c'era la basilica dove si esercitava l'attività amministrativo-giuridica del senato cittadino. La basilica, di epoca severiana, fu costruita seguendo l'esempio della Basilica Ulpia del Foro di Traiano a Roma, con due absidi alle due estremità ed un ambiente interno diviso in tre navate, le cui misure totali erano di 77 per 29,5 metri circa. A nord del forum poi vi era la curia e comitium, paragonabile oggi al nostro municipio del comune ed il Macellum (mercato).
Qualcuno ha anche ipotizzato che le scene della colonna di Traiano n.58-63 ritraggano il foro di Aquileia, da dove sarebbe passato Traiano per la campagna dacica del 105.

## Galleria d'immagini

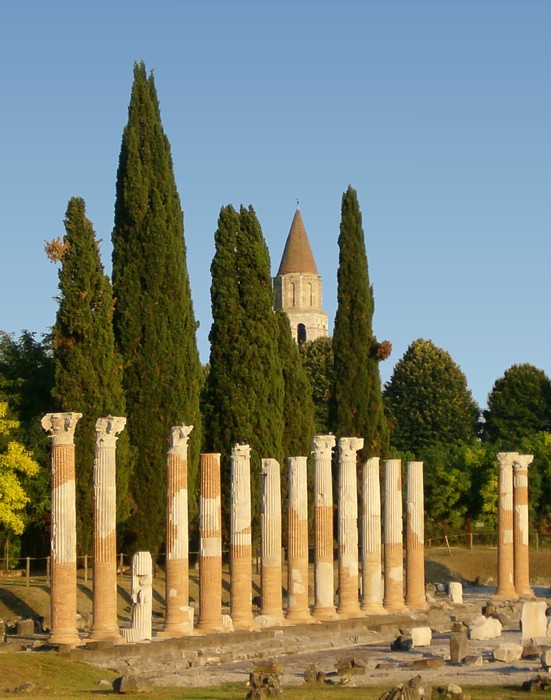
Colonnato del foro romano
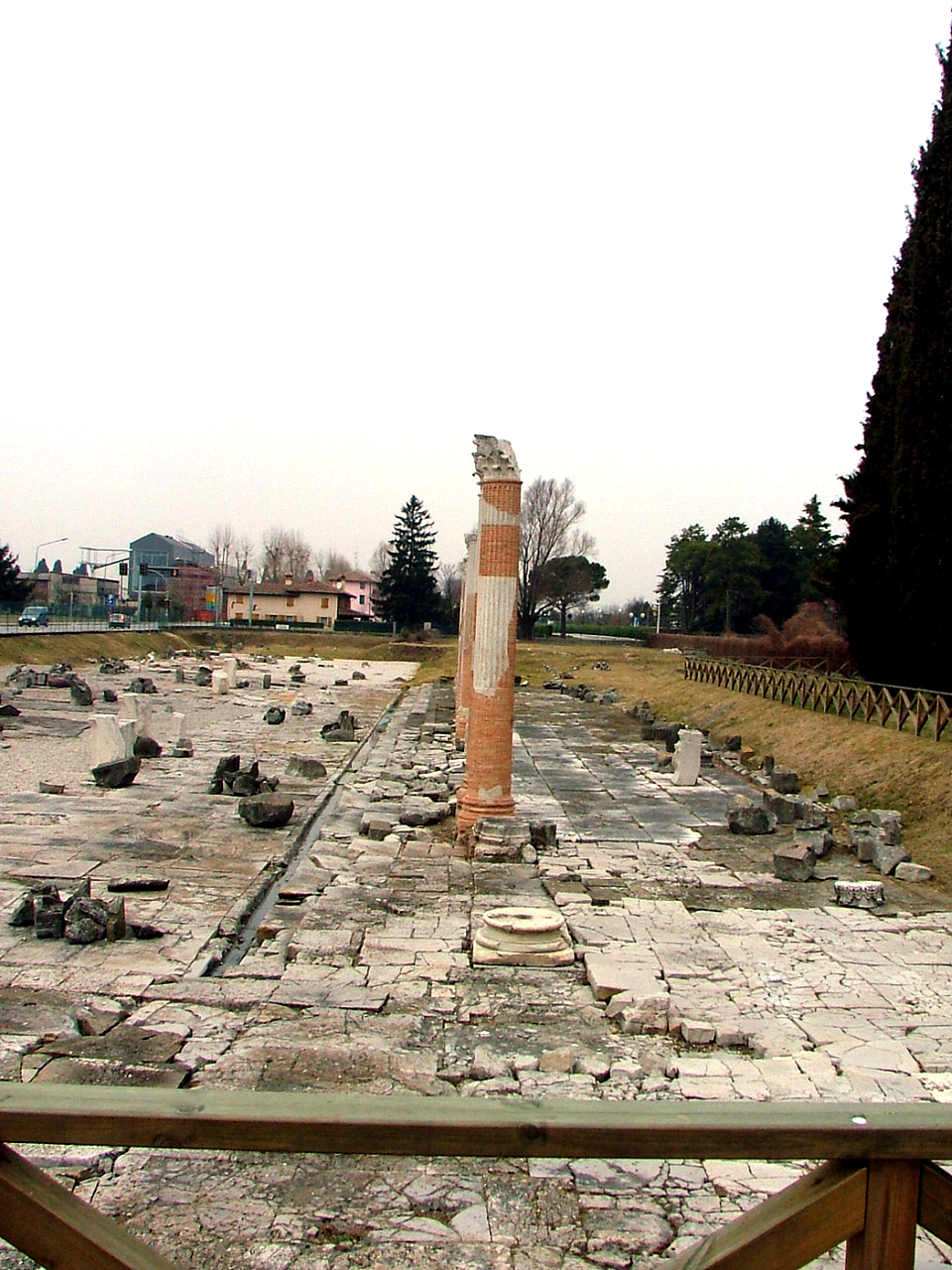
Foro romano
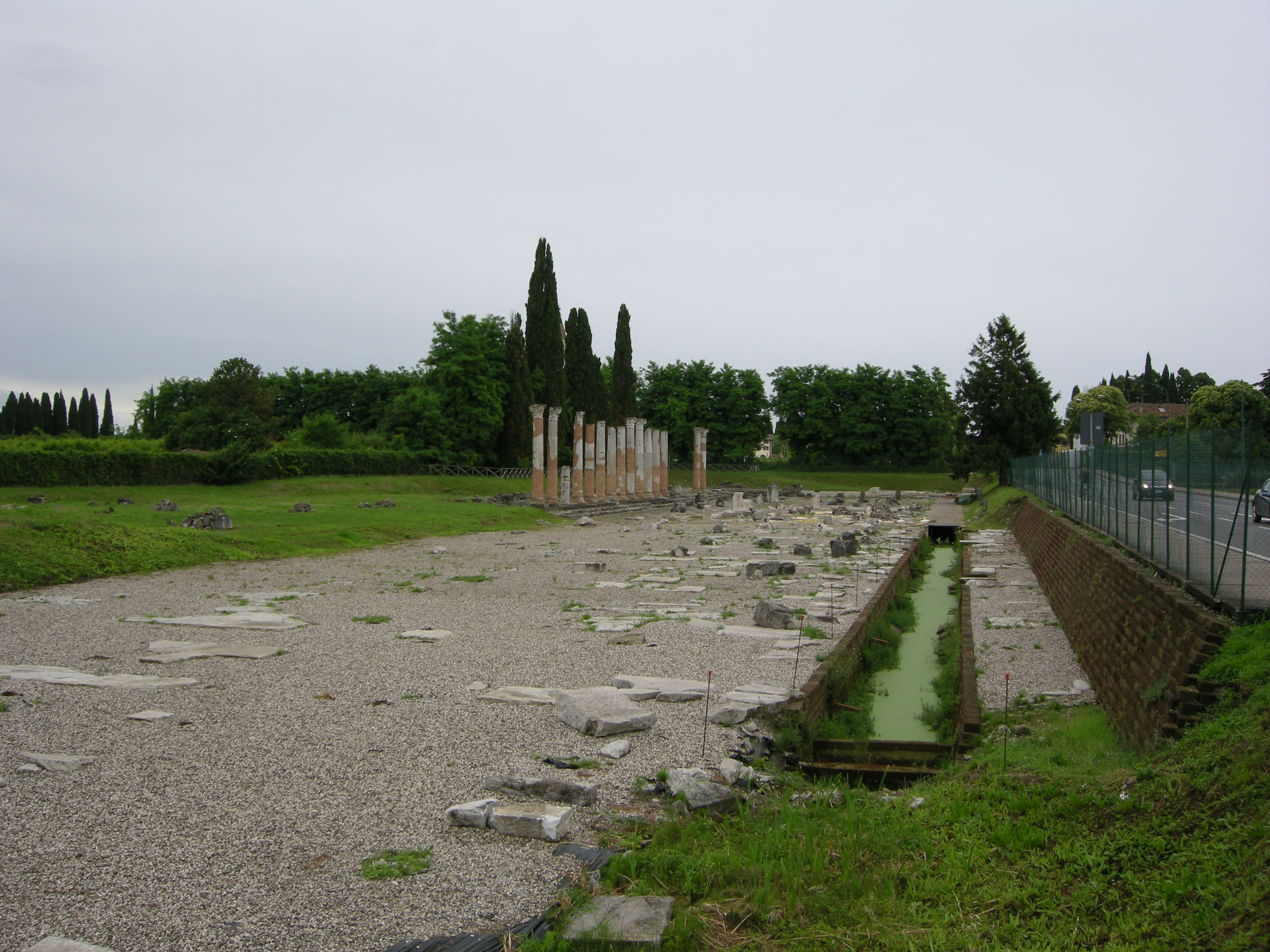
Foro romano
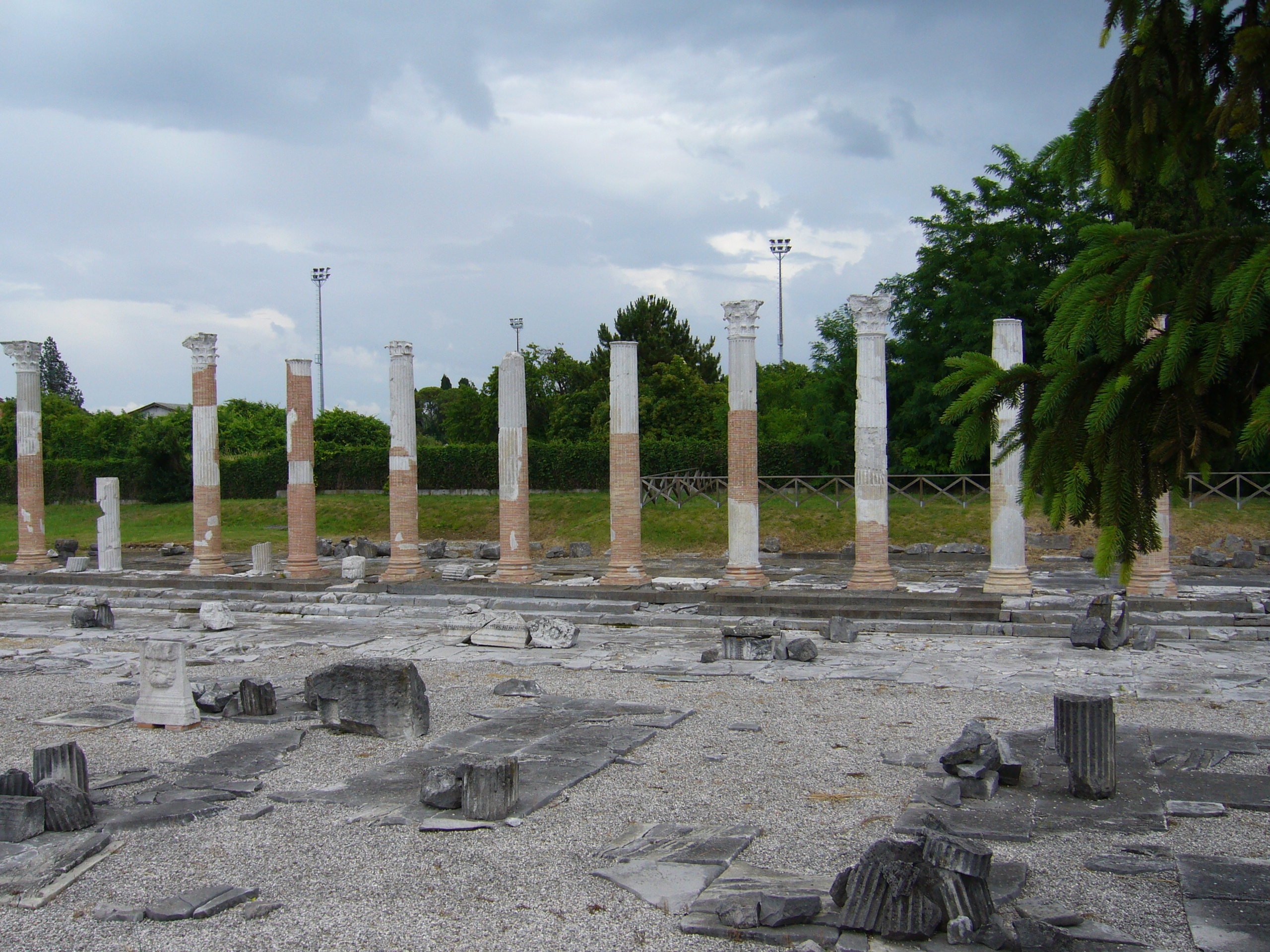
Foro romano
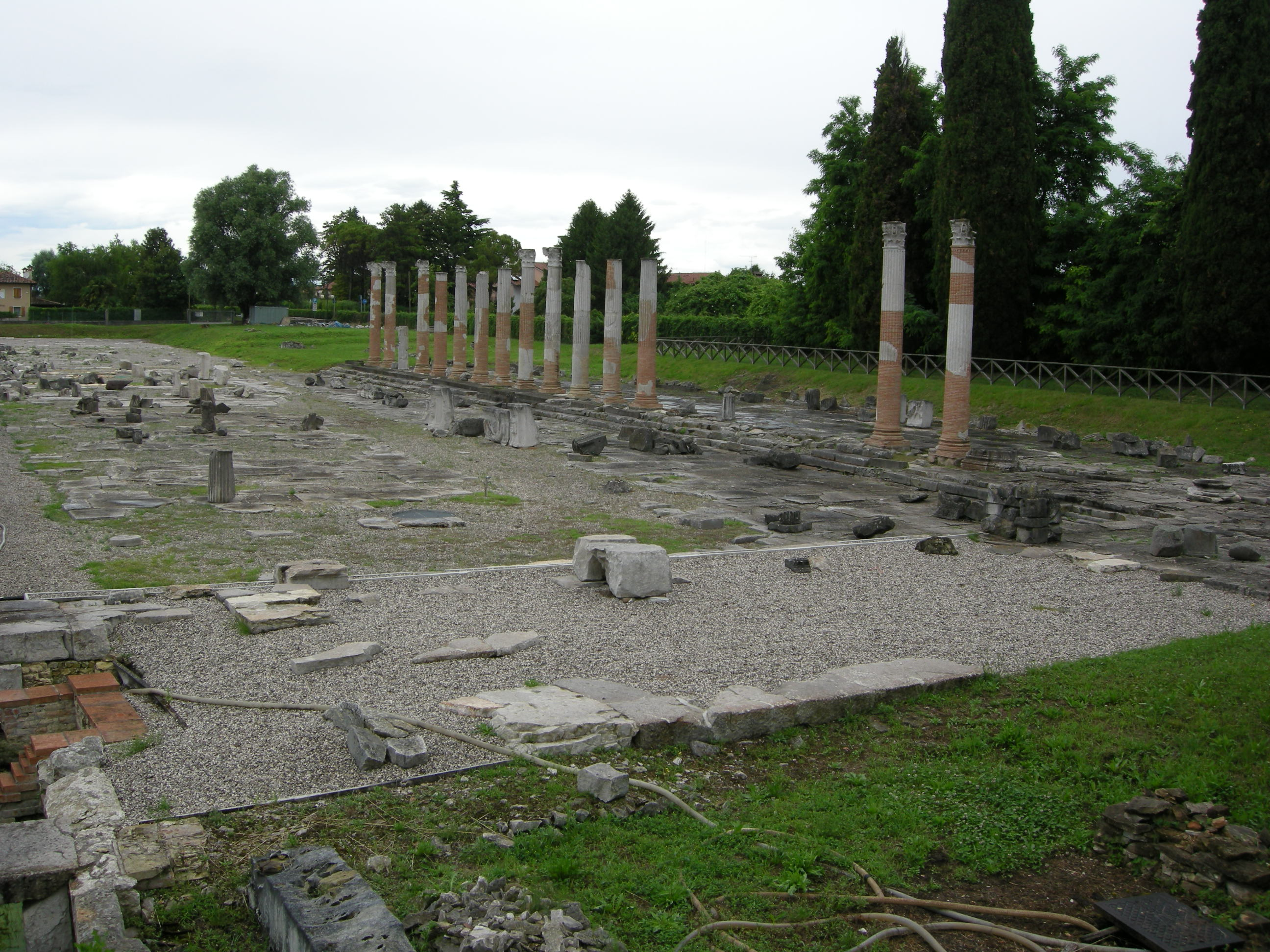
Foro romano